# Canton de Vienne-Nord
Le canton de Vienne-Nord est une ancienne division administrative française située dans le département de l'Isère et la région Rhône-Alpes.

## Géographie
Ce canton était organisé autour de Vienne dans l'arrondissement de Vienne. Son altitude variait de 140 m (Vienne) à 404 m (Vienne) pour une altitude moyenne de 217 m.

## Histoire
- Le canton est créé avec l'arrêté portant Réduction des Justices de paix du Département de l'Isère[1] du 31 octobre 1801 : « La ville de Vienne sera divisée en deux arrondissements de justices de paix : le premier, du Nord, comprendra la partie de la ville de Vienne située à droite des portes, rues et places ci-après dénommées ; savoir, la porte de la rue Pipet, la place Jouvinet [place Jouvenet], la rue des Épiés [aujourd'hui rue Schneider[2]], l'extrémité de la place du Collège, la rue des Béates [aujourd'hui rue Mermet[3]], la rue des Capucines [place des Capucins ?], la place Modène [anciennement église de Saint-Pierre-entre-Juifs[4]], la rue de la Table-Ronde, la place de la Coupe [place du Jeu de Paume ?] et la place au-devant de la maison Doyon sur le bord du Rhône. Islin, Mons et Luzinay, Septem, Seyssel et Chasse, Vienne, Villette-Serpaize et Chuzelles. »
- De 1833 à 1848, les cantons de Vienne-Nord et de Vienne-Sud avaient le même conseiller général. Le nombre de conseillers généraux était limité à 30 par département[5].

## Représentation

### Conseillers généraux de 1833 à 2015
| Période | Période          | Identité                            | Étiquette              | Qualité |
| ------- | ---------------- | ----------------------------------- | ---------------------- | --- |
| 1833    | 1839             | Alexandre Boissat                   |                        | Colonel de la Garde nationale, adjoint au maire de Vienne |
| 1839    | 1842             | Jean Couturier                      | Opposition libérale    | Médecin à Vienne |
| 1842    | 1848             | Victor Faugier                      | Majorité dynastique    | Notaire - Maire de Vienne (1848-1867) |
| 1848    | 1852             | Fleury Levrat                       |                        | Fabricant de cardes à Vienne Colonel de la Garde Nationale |
| 1852    | 1871             | Armand Pierre Alfred Blanc-Montbrun |                        | Ancien officier propriétaire du Château La Rolière, près de Livron-sur-Drôme |
| 1871    | 1894 (décès)     | Jean Couturier                      | Républicain            | Médecin à Vienne Député (1876-1885) Sénateur (1885-1894) |
| 1894    | 1901             | Adolphe Barnier                     | Rad.                   | Maire de Vienne (1899-1902) |
| 1901    | 1907             | Antoine Morel (1861-ca 1909)        | POF puis Soc.ind.      | Ouvrier cordonnier à Vienne |
| 1907    | 1919             | Joseph Brenier                      | Socialiste Républicain | Employé, ouvrier tisseur, puis négociant et fabricant de drap Maire de Vienne (1906-1919) Député (1910-1919) Sénateur (1924-1933) |
| 1919    | 1925             | Henri Vibert                        | RG                     | Conseiller municipal puis adjoint au maire de Vienne |
| 1925    | 1940             | Lucien Hussel                       | SFIO                   | Publiciste - Député (1932-1941) Maire de Vienne (1931-1940) |
|         |                  |                                     |                        | |
| 1943    | 1943 (décès)     | François Vaganay (1867-1943)        | ?                      | Industriel, Président de la Chambre de commerce de Vienne Nommé membre de la Commission administrative départementale en 1941 Nommé conseiller départemental en 1943                                                                                               |
| 1943    | 1944 (démission) | Paul Allier                         | ?                      | Membre de la délégation spéciale de Vienne Nommé conseiller départemental en 1943 |
| 1944    | 1945             | Pierre Vivien (1904-1970)           | ?                      | Membre de la délégation spéciale de Vienne Nommé conseiller départemental en 1944 |
|         |                  |                                     |                        | |
| 1945    | 1967 (décès)     | Lucien Hussel                       | SFIO                   | Président du Conseil général (1945-1967) Maire de Vienne (1945-1959) Député (1932-1941 et 1945-1951) |
| 1967    | 1979             | Joseph Domeyne (1909-1982)          | SFIO puis PS           | Dessinateur Maire de Chasse-sur-Rhône (1965-1982) |
| 1979    | 1988             | Louis Mermaz                        | PS                     | Professeur agrégé d'histoire Député (1967-1968, 1973-1981, 1986-1988, 1993-2001) Sénateur (2001-2011) Maire de Vienne (1971-2001) Président du Conseil général (1976-1985) Ministre (1981, 1988, 1990-1993) Conseiller général du Canton de Vienne-Sud (1973-1979) |
| 1988    | 2008             | Gérald Eudeline                     | PS                     | Professeur Vice-président du Conseil général Premier Adjoint au Maire de Vienne jusqu'en 2001 Conseiller général du Canton de Vienne-Sud (1979-1985) |
| 2008    | 2015             | Erwann Binet                        | PS                     | Fonctionnaire de catégorie A Vice-président du Conseil général Ancien conseiller municipal de Vienne Député (2012-2017) Elu en 2015 dans le Canton de Vienne-1 |

### Conseillers d'arrondissement (de 1833 à 1940)
| Période                                  | Période           | Identité                      | Étiquette   | Qualité |
| ---------------------------------------- | ----------------- | ----------------------------- | ----------- | --- |
| 1833                                     | 1848              | Jacques Bonnard               |             | Ancien négociant, propriétaire à Vienne                                                                     |
|                                          |                   |                               |             | |
| 1874                                     | 1892              | Bertrand Langlois             | Républicain | |
| 1892                                     | 1893 (annulation) | Claude Loup                   | Radical     | Agriculteur à Vienne                                                                                        |
|                                          |                   |                               |             | |
| 1910                                     |                   | M. Trabet                     | SFIO        | Premier adjoint au maire de Vienne                                                                          |
|                                          |                   |                               |             | |
| 1934                                     | 1940              | Jean-Pierre Palin (1898-1959) | SFIO        | Cultivateur, maire de Chuzelles                                                                             |
| 1940                                     |                   |                               |             | Les conseils d'arrondissement ont été suspendus par la loi du 12 octobre 1940 et n'ont jamais été réactivés |
| Les données manquantes sont à compléter. |                   |                               |             | |

## Composition
Le canton de Vienne-Nord se composait d’une fraction de la commune de Vienne et de huit autres communes. Il comptait 37 897 habitants (population municipale) au 1er janvier 2012.
| Nom                | Code Insee | Intercommunalité                 | Population (dernière pop. légale)               |
| ------------------ | ---------- | -------------------------------- | ----------------------------------------------- |
| Vienne (chef-lieu) | 38544      | CA Vienne Condrieu Agglomération | Fraction : 16 006(2012) Commune : 29 096 (2014) |
| Chasse-sur-Rhône   | 38087      | CA Vienne Condrieu Agglomération | 5 772 (2014)                                    |
| Chuzelles          | 38110      | CA Vienne Condrieu Agglomération | 2 014 (2014)                                    |
| Luzinay            | 38215      | CA Vienne Condrieu Agglomération | 2 208 (2014)                                    |
| Pont-Évêque        | 38318      | CA Vienne Condrieu Agglomération | 5 181 (2014)                                    |
| Septème            | 38480      | CA Vienne Condrieu Agglomération | 1 964 (2014)                                    |
| Serpaize           | 38484      | CA Vienne Condrieu Agglomération | 1 752 (2014)                                    |
| Seyssuel           | 38487      | CA Vienne Condrieu Agglomération | 1 978 (2014)                                    |
| Villette-de-Vienne | 38558      | CA Vienne Condrieu Agglomération | 1 756 (2014)                                    |

## Démographie
| 1962 | 1968 | 1975 | 1982 | 1990   | 1999   | 2006   | 2011   | 2012   |
| ---- | ---- | ---- | ---- | ------ | ------ | ------ | ------ | ------ |
| -    | -    | -    | -    | 35 450 | 36 616 | 37 275 | 37 719 | 37 897 |